# Bruel de Taiwan
El bruel de Taiwan (Regulus goodfellowi) és un ocell de la família dels regúlids (Regulidae). El seu estat de conservació es considera de risc mínim.

## Hàbitat i distribució
Habita els boscos de coníferes i mixtos, a les muntanyes per damunt dels 2000 m a Taiwan.